# خولیو سزار سدی‌یو
خولیو سزار سدی‌یو (اسپانیایی: Julio Cesar Cedillo‎؛ زادهٔ ۱۹۷۰) یک هنرپیشه اهل ایالات متحده آمریکا است.
از فیلم‌ها یا برنامه‌های تلویزیونی که وی در آن نقش داشته است می‌توان به شهر مرزی اشاره کرد.